# Panevropska prometna mreža
Panevropska prometna mreža predstavlja prednostni cilj investicij na področju skupne prevozne politike Evropske unije, kar naj bi prispevalo k učinkovitemu in celostnemu razvoju Evrope, predvsem z izgradnjo manjkajočih prevoznih povezav med članicami Evropske unije ter tranzitnimi državami. Z izgradnjo manjkajoče infrastrukture želi Evropska unija zadostiti potrebam naraščajočega prometa. Obsega prometno infrastrukturo, sisteme za upravljanje prometa ter sisteme za navigacijo in določanje položaja na cestah, železnicah, celinskih plovnih poteh, morskih pristaniščih, letališčih ter drugih povezovalnih točkah med različnimi omrežji.
Velik delež vseh vlaganj je usmerjen na železnico, predvsem zaradi preusmeritev prevoza na železnice, s čimer bi razbremenili ceste in tako zmanjšali vpliv na okolje. Druga usmeritev pa je povečanje pomembnosti kombiniranega (intermodalnega) transporta.
Načrt je bil sprejet na panevropski prometni konferenci na Kreti leta 1994 in dopolnjen na tretji konferenci v Helsinkih leta 1997, zato omrežje imenujejo tudi »kretski koridor« ali »helsinški koridor«. Panevropska prometna mreža je del vseevropske prometne mreže (TEN-T), ki je bila definirana z Maastrichsko pogodbo leta 1992. Panevropska prometna mreža je pomembna predvsem za razvoj mreže TEN-T v državah kandidatkah za vstop in ostali Evropi.

## Cilji panevropske prometne mreže
- večja mobilnost oseb in blaga pod najboljšimi pogoji socialne in varnostne zaščite
- optimizacija obstoječih kapacitet
- pokritje prometne infrastrukture po vsej EU
- vključitev vseh oblik prevoza glede na konkurenčne prednosti, vključitev tretjih držav v vseevropsko prometno mrežo

## Sestava panevropske prometne mreže
- deset prometnih koridorjev
- štiri transportna območja na morju (PETrAs)
- povezave z Azijo – Transport Corridor Europe Caucasus Asia (TRACECA)

## Trasa panevropske prometne mreže:
| I    | (sever–jug) Helsinki–Talin–Riga–Kaunas in Klajpeda–Varšava in Gdansk - Veja A (Via/Rail Hanseatica): Sankt Peterburg–Riga–Kaliningrad–Gdansk–Lübeck - Veja B (Via Baltica/E 67): Helsinki–Varšava.                                                                                      |
| II   | (vzhod–zahod) Berlin–Poznanj–Varšava–Brest–Minsk–Smolensk–Moskva–Nižni Novgorod |
| III  | Bruselj–Aachen–Köln–Dresden–Vroclav–Katovice–Krakov–Lvov–Kijev - Veja A: Berlin–Vroclav |
| IV   | Dresden/Nürnberg–Praga–Dunaj–Bratislava–Gjur–Budimpešta–Arad–Bukarešta–Konstanca/Craiova–Sofija–Solun/Plovdiv–Carigrad. |
| V    | (vzhod–zahod) Benetke–Trst/Koper–Ljubljana–Maribor–Budimpešta–Užgorod–Lvov–Kijev. 1600 km dolg. - Veja A: Bratislava–Žilina–Košice–Užgorod - Veja B: Reka–Zagreb–Budimpešta - Veja C: Ploče–Sarajevo–Osijek–Budimpešta                                                                  |
| VI   | (sever–jug) Gdansk–Katovice–Žilina, z zahodno vejo Katovice–Brno. |
| VII  | (reka Donava) (severozahod–jugovzhod) – 2300 km dolg. |
| VIII | Drač–Tirana–Skopje–Sofija–Plovdiv–Burgas–Varna. 1500 km dolg. |
| IX   | Helsinki–Viborg–St. Peterburg–Pskov–Gomel–Kijev–Ljubašivka–Kišinjev–Bukarešta–Dimitrovgrad–Aleksandropolis. 3400 km dolg. Glavni pododsek: St. Peterburg–Moskva–Kijev. - Veja A: Klaipeda–Vilna–Minsk–Gomel - Veja B: Kaliningrad–Vilna–Minsk–Gomel - Veja C: Ljubašivka–Rozdilna–Odesa |
| X    | Salzburg–Ljubljana–Zagreb–Beograd–Niš–Skopje–Veles–Solun. - Veja A: Gradec–Maribor–Zagreb - Veja B: Budimpešta–Novi Sad–Beograd - Veja C: Niš–Sofija–Plovdiv–Dimitrovgrad–Carigrad preko Koridorja IV - Veja D: Veles–Prilep–Bitola–Florina–Igumenica                                   |

## Slovenija kot del panevropske prometne mreže:
Slovenija ima kot tranzitna država veliko vlogo v transportu blaga v Evropski uniji. Slovenija svojo vlogo v tem delu Evrope utrjuje predvsem s pristaniščem v Kopru (Luka Koper). Med drugim nudi odlično povezavo z vzhodno Evropo.  
Skozi Slovenijo kljub njeni majhnosti potekata dva pomembna prometna koridorja, in sicer V. in X. panevropski koridor, ki vključujeta tako cestno kot železniško povezavo čez Slovenijo. Oba koridorja prispevata k sodobni prevozni povezavi Slovenije z Italijo, Avstrijo, Hrvaško in Madžarsko ter s tem ugodno vplivata na prometne povezave s tretjimi državami. Prometni tokovi pa ugodno vplivajo tudi na mednarodno trgovino. 
Slovenija je leta 1993 z Evropsko unijo podpisala Sporazum o sodelovanju na področju prevoza, ta sporazum pa Sloveniji omogoča:
- izboljšanje prevozne infrastrukture in integracijo v prometno mrežo EU; povečan pretok blaga in pretovora preko Slovenije
- večji delež vključevanja v kombiniran prevoz
- sodelovanje z EU na področju prometa
- uskladitev emisij izpušnih plinov

Za izvajanje nacionalnih programov na področju prometa in s tem projektov na panevropskih koridorjih TEN-T lahko države pridobijo sredstva iz EU. Gre za Kohezijski sklad EU, ki je bil ustanovljen leta 1999. Obvezni pogoji, ki jih morajo predlagani projekti izpolnjevati, da lahko pridobivajo sredstva iz tega sklada, so:
- predlogi investicij se lahko nahajajo le na TEN-T omrežju, oz. pomenijo dokončanje manjkajočih povezav v prioritetnih trans-evropskih koridorjih
- veliki infrastrukturni projekti, vredni vsaj 10 mio EUR
- projekti morajo biti v skladu z evropsko prometno politiko
- predlagani morajo biti projekti z vso potrebno dokumentacijo za izvedbo